# Prionyx notinitidus
Prionyx notinitidus là một loài côn trùng cánh màng trong họ Sphecidae, thuộc chi Prionyx. Loài này được Willink miêu tả khoa học đầu tiên năm 1951.